# JSON
JSON(제이슨, JavaScript Object Notation)은 속성-값 쌍(attribute–value pairs), 배열 자료형(array data types) 또는 기타 모든 시리얼화 가능한 값(serializable value) 또는 키-값 쌍으로 이루어진 데이터 오브젝트를 전달하기 위해 인간이 읽을 수 있는 텍스트를 사용하는 개방형 표준 포맷이다. 비동기 브라우저/서버 통신 (AJAX)을 위해, 넓게는 XML(AJAX가 사용)을 대체하는 주요 데이터 포맷이다. 특히 인터넷에서 자료를 주고 받을 때 그 자료를 표현하는 방법으로 알려져 있다. 자료의 종류에 큰 제한은 없으며, 특히 컴퓨터 프로그램의 변수값을 표현하는 데 적합하다.
본래는 자바스크립트 언어로부터 파생되어 자바스크립트의 구문 형식을 따르지만 언어 독립형 데이터 포맷이다. 즉, 프로그래밍 언어나 플랫폼에 독립적이므로, 구문 분석 및 JSON 데이터 생성을 위한 코드는 C, C++, C#, 자바, 자바스크립트, 펄, 파이썬 등 수많은 프로그래밍 언어에서 쉽게 이용할 수 있다.
JSON 포맷은 본래 더글라스 크록포드가 규정하였다. RFC 7159와 ECMA-404 그리고 ISO/IEC 21778:2017 표준에 의해 기술되고 있다. KS 부합화 표준은 아직 제정되지 않았으며, TTA 협회 표준명은 TTAE.OT-10.0394이다.  ECMA 표준과 ISO/IEC 표준은 문법만 정의할 정도로 최소한으로만 정의되어 있는 반면 RFC는 시맨틱, 보안적 고려 사항을 일부 제공한다. JSON의 공식 인터넷 미디어 타입은 application/json이며, JSON의 파일 확장자는 .json이다.

## 역사

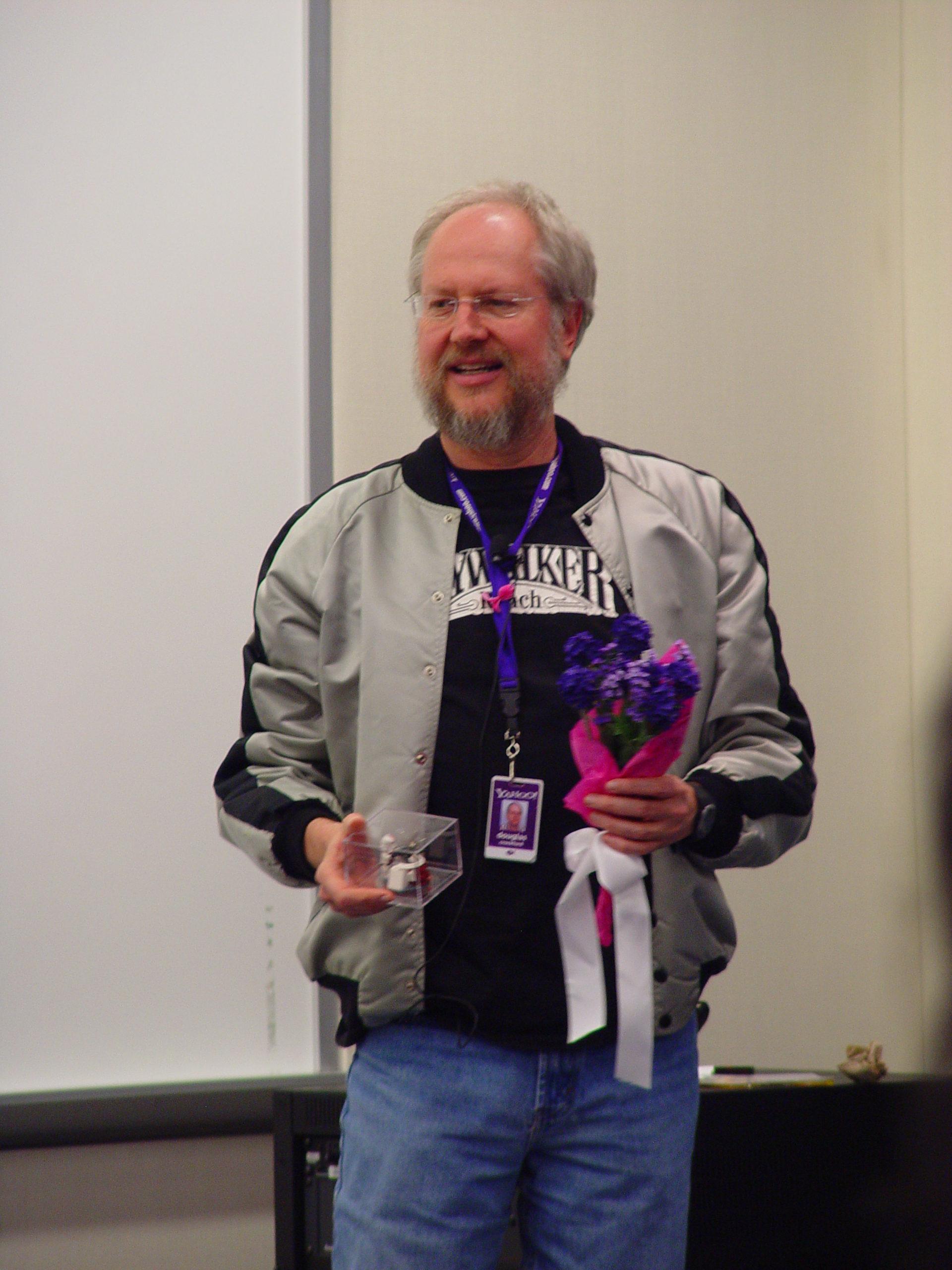
야후 건물의 더글라스 크록포드(2007년)

JSON은 2000년대 초에 널리 사용된 방식인 플래시나 자바 애플릿 등의 브라우저 플러그인을 사용하지 않는 무상태, 실시간 서버 대 브라우저 통신 프로토콜의 요구에 의거하여 성장하였다.
더글라스 크록포드가 처음으로 JSON 포맷을 정의하고 보급하였다. 이 두문자어는 2001년 3월 크록포드 등이 공동 설립한 기업인 스테이트 소프트웨어(State Software)에서 기원하였다. 이 공동 설립자들은 표준 브라우저 기능을 사용하였던 시스템을 빌드하기로 합의하였고 2개의 하이퍼텍스트 전송 프로토콜(HTTP) 연결을 개방시키고 추가 데이터 교환이 없으면 표준 브라우저 타임아웃 전에 이것들을 재활용함으로써 웹 서버에 영속적인 반이중 통신을 지원하는, 상태를 인지하는(stateful) 웹 애프리케이션 개발을 위해 웹 개발자들을 위한 추상화 계층을 제공하였다. 이 공동 설립자들은 원탁 회의에 참여하였고 데이터 포맷을 JSML으로 부를지, JSON으로 부를지 투표를 했으며, 어떠한 라이선스 형태로 배포할 것인지도 논의하였다. 크록포드는 기업 법률가와 지나치게 규칙을 찾는 사람들을 조롱하고자 JSON 라이선스에다 "소프트웨어는 선을 위해 쓰여야 하며, 악을 위해 쓰여서는 안 된다"는 조항을 하나 추가하였다. 칩 모닝스타는 스테이트 소프트웨어에서 스테이트 애플리케이션 프레임워크의 아이디어를 냈다. 한편, 이 조항으로 인해 JSON의 라이선스 호환성 문제가 다른 오픈 소스 라이선스와 불거지게 되었다.
JSON 라이브러리의 전신은 카툰 네트워크의 Communities.com라는 이름의 아동용 디지털 자산 트레이딩 게임 프로젝트에 사용되었으며, DHTML 요소(이 시스템은 3DO 소유이기도 했음)를 조작하기 위한 사유 메시지 포맷과 더불어 브라우저 사이드 플러그인을 사용하였다. 초기 Ajax의 기능을 발견한 digiGroups, Noosh 등은 프레임을 사용하여 웹 애플리케이션의 시각 컨텍스트를 새로 고치지 않은 채 정보를 사용자 브라우저의 시각 필드로 전달했으며, 이로써 넷스케이프 4.0.5+, IE 5+의 표준 HTTP, HTML, 자바스크립트 기능만을 사용하여 실시간 리치 웹 애플리케이션을 실현시켰다. 이때 크로포드는 자바스크립트가 이러한 시스템을 위한 객체 지향 메시지 포맷으로 사용될 수 있음을 발견하였다. 이 시스템은 썬 마이크로시스템즈, 아마존닷컴, EDS로 판매되었다. JSON.org 웹사이트는 2002년 런칭되었다. 2005년 12월, 야후!는 JSON으로 자사의 웹 서비스를 제공하기 시작했다.
JSON은 자바스크립트 스크립트 언어의 서브셋에 기반을 두었다. (구체적으로는 표준 ECMA-262 제3판—1999년 12월) 그리고 자바스크립트와 함께 흔히 사용되었으나 언어 독립적인 데이터 포맷이기도 했다. JSON 데이터의 구문 분석 및 생성을 위한 코드는 수많은 프로그래밍 언어에서 쉽게 볼 수 있다. JSON의 웹사이트는 언어별로 JSON 라이브러리를 나열한다.

## 자료형과 문법

### 기본 자료형
JSON의 기본 자료형은 다음과 같다:
- 수(Number)
- 문자열(String): 0개 이상의 유니코드 문자들의 연속. 문자열은 큰 따옴표(")로 구분하며 역슬래시 이스케이프 문법을 지원한다.
- 참/거짓(Boolean): true 또는 false 값
- 배열(Array): 0 이상의 임의의 종류의 값으로 이루어진 순서가 있는 리스트. 대괄호로 나타내며 요소는 쉼표로 구분한다.
- 객체(Object): 순서가 없는 이름/값 쌍의 집합으로, 이름(키)이 문자열이다.
- null: 빈 값으로, null을 사용한다.

### 수(Number)
기본 자료형의 수는 다음과 같이 표현된다. C나 자바에서의 8진수와 16진수를 표현하는 방법은 지원되지 않는다.
- 정수

```
74

1974

750

-114

-273

```

- 실수(고정 소수점)

```
3.14

-2.718

```

- 실수(부동소수점)

```
1e4

2.5e12

3.4e+4

4.56e-8

5.67E+10

6.78E-5

```

### 문자열(String)
항상 큰 따옴표(")로 묶어야 하며, 그 안에는 유니코드 문자들이 나열된다. 유니코드 중 역슬래시(\)와 큰따옴표(")는 바로 사용할 수 없다. 역슬래시는 제어문자를 표현하기 위해 사용되며 다음과 같은 의미를 지닌다.
\b 백스페이스
\f 폼 피드
\n 개행
\r 캐리지 리턴
\t 탭
\" 따옴표
\/ 슬래시
\\ 역슬래시
\uHHHH 16진수 네자리로되어 있는 유니코드 문자
```
"1234"

"Love"

"O-matic"

"한글"

"\"JSON\""

```

### 배열(Array)
배열은 대괄호[]로 나타낸다. 배열의 각 요소는 기본 자료형이거나 배열, 객체이다. 각 요소들은 쉼표(,)로 구별된다. 각 요소가 나타나는 순서에 의미가 있다.
```
 
[
10
,
 
{
"v"
:
 
20
},
 
[
30
,
 
"마흔"
]]

```

### 객체(Object)
객체는 이름/값 쌍의 집합으로, 중괄호{}를 사용한다. 이름은 문자열이기 때문에 반드시 따옴표를 하며, 값은 기본 자료형이다. 각 쌍들은 쉼표(,)로 구별된다. 각 쌍이 나오는 순서는 의미가 없다.
```
 
{
"name2"
:
 
50
,
 
"name3"
:
 
"값3"
,
 
"name1"
:
 
true
}

```

JSON 메시지 단위는 배열이나 객체이다. 위의 두 예는 JSON 메시지가 될 수 있다.

## 예제
다음은 한 사람에 관한 정보를 갖는 JSON 객체이다.
키-값 쌍(이름:값)의 패턴으로 표현된다.
```
 
{

    
"이름"
:
 
"홍길동"
,

    
"나이"
:
 
55
,

    
"성별"
:
 
"남"
,

    
"주소"
:
 
"서울특별시 양천구 목동"
,

    
"특기"
:
 
[
"검술"
,
 
"코딩"
],

    
"가족관계"
:
 
{
"#"
:
 
2
,
 
"아버지"
:
 
"홍판서"
,
 
"어머니"
:
 
"춘섬"
},

    
"회사"
:
 
"경기 수원시 팔달구 우만동"

 
}

```

## 장점
- JSON은 텍스트로 이루어져 있으므로, 사람과 기계 모두 읽고 쓰기 쉽다.
- 프로그래밍 언어와 플랫폼에 독립적이므로, 서로 다른 시스템간에 객체를 교환하기에 좋다.
- 자바스크립트의 문법을 채용했기 때문에 자바스크립트에서 eval 명령으로 곧바로 사용할 수 있다. 이런 특성은 자바스크립트를 자주 사용하는 웹 환경에서 유리하다. 그러나 실질적으로 eval 명령을 사용하면 외부에서 악성 코드가 유입될 수 있다. 모질라 파이어폭스 3.5, 인터넷 익스플로러 8, 오페라 10.5, 사파리, 구글 크롬 등 대부분의 최신 웹 브라우저는 JSON 전용 파서 기능을 내장하고 있으므로 이런 기능을 사용하는 것이 더 안전할 뿐만 아니라 빠른 방법이다.

## 같이 보기
- JSON 스트리밍
- 관련 포맷
  - GeoJSON
  - JSON-LD
  - JSON-RPC
  - JsonML
  - S-표현식
  - SOAPjr
  - GBSON - annotation format of nucleic acid sequences (DNA, RNA)[12]
- 관련 바이너리 인코딩
  - BSON
  - CBOR
  - MessagePack
  - 스마일 - JSON 기반
  - UBJSON
  - EXI4JSON (EXI for JSON)
- 구현체:
  - 잭슨